# Richards Bay Coal Terminal
Das Richards Bay Coal Terminal, abgekürzt RBCT, ist das Kohleterminal vom Hafen Richards Bay in Südafrika. Die Anlage ist für den Umschlag von 91 Millionen Tonnen Kohle pro Jahr ausgelegt und gilt damit als größter Kohlehafen Afrikas. Die Kohle wird von den Gruben in der Provinz Mpumalanga mit der Richards Bay Coal Line in den Hafen gebracht.

## Geschichte
Nach mehreren Projektstudien wurde 1971 Richards Bay in der heutigen Provinz KwaZulu-Natal als idealer Standort für einen Tiefseehafen zum Export der Kohle aus Mpumalanga festgelegt. Im Jahre 1976 wurde der Betrieb im Hafen aufgenommen. Es konnten damals jährlich 12 Millionen Tonnen Kohle exportiert werden, die mehrheitlich von der japanischen Stahlindustrie abgenommen wurde. Die Anlage wurde in fünf Etappen bis zur heutigen Kapazität ausgebaut. 
Das RBCT ist im Besitz von 14 Bergbaugesellschaften, die größten Anteile gehören Glencore, Anglo American, BHP Billiton und Exxaro. 

## Technik

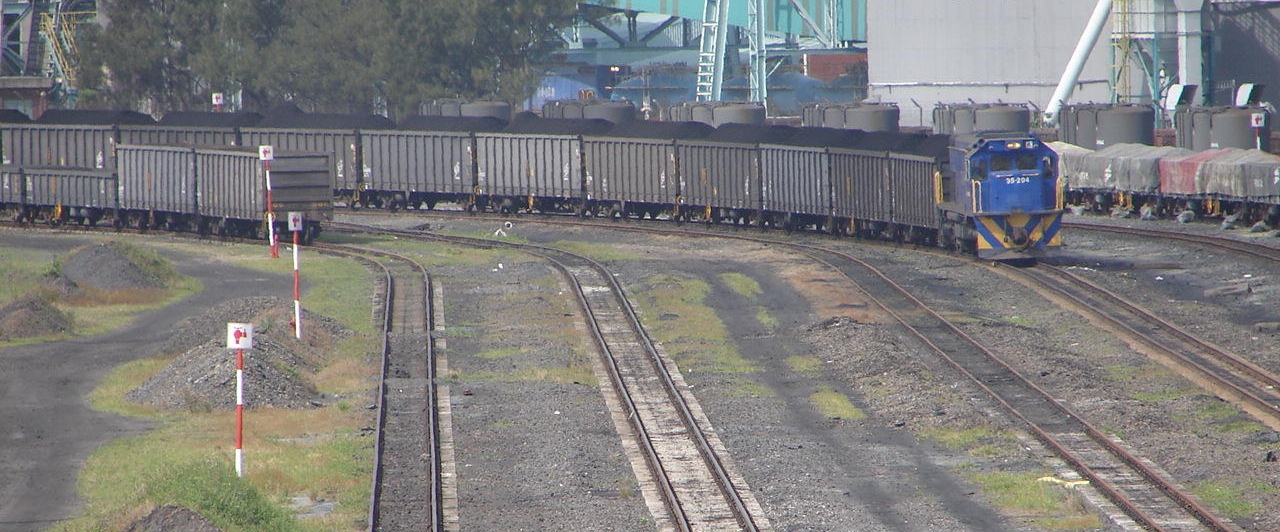
Kohlenzüge werden im Terminal rangiert. (Bild von 2007)

Das Terminal liegt auf einem 276 Hektar großen Gelände, das einen Lagerplatz für 8,2 Millionen Tonnen Kohle umfasst.
Die Kohle wird von 200-Wagen-Zügen angeliefert, die mit fünf Tandem-Kreiselkippern entladen werden, was für einen Zug weniger als vier Stunden dauert. Die Kohle wird von einem 56 km langen Netz von Förderbändern zum Lagerplatz transportiert. Die Bänder sind 2,2 Meter breit und können Geschwindigkeiten bis 22 km/h erreichen.
Der Lagerplatz wird von sieben kombinierten Absetz- und Rückladegeräten, zwei Absetzern und einem Rückladegerät bewirtschaftet. Jeder Absetzer kann bis zu 5000 t Kohle pro Stunde einlagern, jedes Rückladegerät kann bis zu 4300 Tonnen Kohle wieder auf das Förderbandsystem laden.
Für die Abfertigung der Schiffe steht ein 2,2 Kilometer langer Kai mit sechs Liegeplätzen für Massengutfrachter mit maximal 17,5 m Tiefgang zur Verfügung. Vier Schiffsbelader befördern die Kohle vom Bandsystem in die Schiffe. Die beiden größten können 10.000 und 12.000 Tonnen pro Stunde laden, die beiden kleineren je 8500 Tonnen pro Stunde.
Das ganze Terminal wird von einem 42 m hohen Tower überwacht. Die übergeordnete Steuerung des Terminals wurde von Siemens geliefert.
Jährlich werden bis zu 700 Schiffe abgefertigt. 2014 konnte die Kapazität des Hafens nicht ausgeschöpft werden, weil die Richards Bay Coal Line nicht mehr als 74 Millionen Tonnen Kohle an den Hafen bringen konnte.
Im Jahre 2015 wurde bekannt gegeben, dass die beiden Absetzer aus der Anfangsphase des Terminals durch zwei neue ersetzt werden sollen, die 6000 t pro Stunde absetzen können, und dass die beiden kleineren Schiffsbelader durch solche mit einer Leistung von 10.000 t pro Stunde ersetzt werden sollen. Die Anlagen werden von Sandvik, Österreich geliefert und sollen 2018 in Betrieb gehen. Das Projekt kostet 1,34 Milliarden Rand, umgerechnet 87 Millionen Euro.